# کولمونتینینو
کولمونتینینو (به ایتالیایی: Collemontanino) یک منطقهٔ مسکونی در ایتالیا است که در Casciana Terme Lari واقع شده‌است. کولمونتینینو ۳۱۱ نفر جمعیت دارد و ۲۰۰ متر بالاتر از سطح دریا واقع شده‌است.